# Piškorevci
Piškorevci är en ort i Kroatien.   Den ligger i länet Baranja, i den östra delen av landet, 200 km öster om huvudstaden Zagreb. Piškorevci ligger 87 meter över havet och antalet invånare är 2 029.
Terrängen runt Piškorevci är platt. Runt Piškorevci är det ganska tätbefolkat, med 60 invånare per kvadratkilometer. Närmaste större samhälle är Đakovo, 5,9 km norr om Piškorevci. Trakten runt Piškorevci består till största delen av jordbruksmark.